# Пам'ятки культурної спадщини Великогаївської громади
У статті наведений перелік об'єктів культурної спадщини Великогаївської громади Тернопільського району Тернопільської области України.

## Пам'ятки археології
| №  | Назва                                               | Дата | Адреса | Охоронний номер | Документ про взяття на облік                                                                |
| -- | --------------------------------------------------- | --- | --- | --------------- | ------------------------------------------------------------------------------------------- |
| 1  | Поселення Баворів І                                 | черняхівська культура (кін. ІІ- поч. V ст. н. е.) | с. Баворів, урочище “За городами”, правий берег р. Гнізна                                                                        | 2784            | Наказ управління культури обласної державної адміністрації від 18.10.2005 № 112             |
| 2  | Курган Великі Гаї І                                 | не датовано | с. Великі Гаї, центр села | 2806            | Рішення виконкому Тернопільської обласної ради від 14.07.1989 № 162                         |
| 3  | Курган Великі Гаї ІІ                                | культура невизначена | с. Великі Гаї, південно-східні околиці села, привершинна частина пагорба, кінець вул. Гагаріна                                   | 1697            | Наказ управління культури обласної державної адміністрації від 27.01.2010 № 16              |
| 4  | Поселення Великі Гаї ІІІ                            | ранній залізний вік (І тис. до н. е.) | с. Великі Гаї, урочище Поле біля Аеропорту                                                                                       | 2807            | Розпорядження Представника Президента України у Тернопільській області від 25.06.1992 № 148 |
| 5  | Поселення Грабовець І                               | черняхівська культура (ІІІ- IV ст. н. е.) | с. Грабовець, лівий берег р. Вільхи, на південний схід від села                                                                  | 2815            | Наказ управління культури обласної державної адміністрації від 18.10.2005 № 112             |
| 6  | Поселення Грабовець ІІ                              | давньоруський час (Х-ХІІІ ст.) | с. Грабовець, долина р. Качава, на межі з Малим Ходачковим                                                                       | 2816            | Наказ управління культури обласної державної адміністрації від 18.10.2005 № 112             |
| 7  | Поселення Дичків І                                  | черняхівська культура (ІІІ- IV ст. н. е.),давньоруський час (Х – ХІІІ ст.)                                                                                              | с. Дичків, урочище Дебрі | 2818            | Рішення виконкому Тернопільської обласної ради від 14.07.1989 № 162                         |
| 8  | Поселення Дичків ІІ                                 | висоцька культура (ХІ-VI ст. до н. е.) | с. Дичків, урочище Біля Станції (Городи)                                                                                         | 1243            | Рішення виконкому Тернопільської обласної ради від 14.07.1989 № 162                         |
| 9  | Поселення Дичків ІІІ                                | висоцька культура (ХІ-VI ст. до н. е.) | с. Дичків, південно-західні околиці села, над глиняним кар'єром                                                                  | 1854            | Наказ управління культури обласної державної адміністрації від 09.02.2012 № 14              |
| 10 | Поселення Застінка І                                | давньоруський час (ХІІ – ХІІІ ст.) | с. Застінка, урочище “Городи”, правий берег р. Гнізна                                                                            | 2826            | Наказ управління культури обласної державної адміністрації від 18.10.2005 № 112             |
| 11 | Поселення Кип’ячка І                                | ранній залізний вік (І тис. до н. е.);давньоруський час (Х-ХІІІ ст.) | с. Кип’ячка, урочище “Пасовище”, лівий берег струмка                                                                             | 2832            | Наказ управління культури обласної державної адміністрації від 18.10.2005 № 112             |
| 12 | Поселення Кип’ячка ІІ                               | давньоруський час (Х-ХІІІ ст.) | с. Кип’ячка, лівий берег струмка, на північний захід від села                                                                    | 2833            | Наказ управління культури обласної державної адміністрації від 18.10.2005 № 112             |
| 13 | Поселення Козівка І                                 | епоха бронзи – ранньозалізний час (І тис. до н. е.); давньоруська культура (ХІІ – ХІІІ ст.)                                                                             | с. Козівка, східні околиці села, лівий берег струмка                                                                             | 1846            | Наказ управління культури обласної державної адміністрації від 09.02.2012 № 14              |
| 14 | Поселення Скоморохи І                               | черняхівська культура (ІІІ- IV ст. н. е.) | с. Скоморохи, урочище “Жолобок”, правий берег р. Сорока                                                                          | 2861            | Наказ управління культури обласної державної адміністрації від 18.10.2005 № 112             |
| 15 | Поселення Скоморохи ІІ                              | давньоруський час (ХІІ – ХІІІ ст.) | с. Скоморохи, урочище “Жолобок”, правий берег р. Сорока, на схід від Скоморохи І                                                 | 2862            | Наказ управління культури обласної державної адміністрації від 18.10.2005 № 112             |
| 16 | Поселення Скоморохи ІІІ                             | райковецька культура (кінець VII – ІХ ст.) | с. Скоморохи, урочище “Загорода”, правий берег р. Гнізна                                                                         | 2863            | Наказ управління культури обласної державної адміністрації від 18.10.2005 № 112             |
| 17 | Поселення Скоморохи IV                              | ранньозалізний вік (І тис. до н.е.);черняхівська культура (ІІІ-IV ст н.е.)                                                                                              | с. Скоморохи, центральна частина села, на правому березі р. Гнізна                                                               | 2045            | Наказ управління культури обласної державної адміністрації від 09.09.2016 № 121-од          |
| 18 | Поселення Теофілівка І                              | епоха бронзи – ранньозалізний час (І тис. до н. е.); | с. Теофілівка, східні околиці села по лівому березі струмка.                                                                     | 1865            | Наказ управління культури обласної державної адміністрації від 26.06.2012 № 97              |
| 19 | Поселення Товстолуг І                               | пізній палеоліт-енеоліт; ранній залізний вік (І тис. до н. е.);черняхівська культура (ІІІ – IV ст.); празька культура (V – VII ст.), давньоруський час (ХІІ – ХІІІ ст.) | с. Товстолуг, на території села, по вул. І.Франка, 29, правий берег р. Серет                                                     | 1380            | Наказ управління культури обласної державної адміністрації від 27.01.2010 № 16              |
| 20 | Могильник ґрунтовий і курган з хрестом Товстолуг ІІ | давньоруський час (Х-ХІІІ ст.) | с. Товстолуг, урочище Могилки | 567             | Рішення виконкому Тернопільської обласної ради від 22.03.1971 № 147                         |
| 21 | Курган Товстолуг ІІІ                                | культура невизначена | с. Товстолуг, урочище Під лісом (Могила)                                                                                         | 2870            | Рішення виконкому Тернопільської обласної ради від 14.07.1989 № 162                         |
| 22 | Поселення Товстолуг IV                              | черняхівська культура (ІІІ – IV ст.) | с. Товстолуг, 1,5 км на північний схід від села, на пологих схилах правого берега струмка з північною експозицією                | 1767            | Наказ управління культури обласної державної адміністрації від 24.03.2011 № 36              |
| 23 | Поселення Товстолуг V                               | ранньозалізний вік (І тис. до н.е.); | c. Товстолуг, вул. Зелена. В південно-східній частині села, на підвищеному пагорбі, на лівому березі р. Гніздична, біля пасовища | 2042            | Наказ управління культури обласної державної адміністрації від 09.09.2016 № 121-од          |

## Пам'ятки архітектури
| №  | Назва                             | Дата      | Адреса                       | Охоронний номер | Документ про взяття на облік                                                                     |
| -- | --------------------------------- | --------- | ---------------------------- | --------------- | ------------------------------------------------------------------------------------------------ |
| 1. | Церква Іоана Предтечі             | 1747 р.   | с. Баворів                   | 1597            | постанова Ради Міністрів УРСР від 06.09.1979 р. № 442                                            |
| 2. | Костел                            | ХІХ ст.   | с. Баворів                   | 228             | рішення виконавчого комітету Тернопільської обласної ради народних депутатів від 25.01.1989 № 15 |
| 3. | Церква Різдва Христового          | 1900 р.   | с. Великі Гаї                | 1934            | розпорядження Представника Президента України від 22.02.1993 р. № 58                             |
| 4. | Церква Преображення Господнього   | 1803 р.   | с. Дичків                    | 1928            | розпорядження Представника Президента України від 22.02.1993 р. № 58                             |
| 5. | Церква Різдва Христового          | 1930 р.   | с. Кип’ячка                  | 1929            | розпорядження Представника Президента України від 22.02.1993 р. № 58                             |
| 6. | Церква св. Богородиці             | XVIII ст. | с. Козівка, вул. Гиркало, 16 | 2153            | розпорядження голови ОДА від 22.07.1996 р. № 295                                                 |
| 7. | Церква Введення в храм Діви Марії | 1780 р.   | с. Смолянка                  | 1918            | розпорядження Представника Президента України від 22.02.1993 р. № 58                             |

## Пам'ятки історії
| №  | Назва                                                                     | Дата                                    | Адреса                                                                  | Охоронний номер | Документ про взяття на облік |
| -- | ------------------------------------------------------------------------- | --------------------------------------- | ----------------------------------------------------------------------- | --------------- | --- |
| 1  | Пам’ятний знак воїнам-землякам, які загинули в роки Другої світової війни | 1969 р.                                 | с. Баворів                                                              | 694             | Рішення виконкому Тернопільської обласної ради від 22.03.1971 р. № 147                                                                                       |
| 2  | Скульптура Св. Богородиця «Пієта»                                         |                                         | с. Баворів, центр                                                       | 4372-Тр (3049)  | Наказ управління культури Тернопільської обласної державної адміністрації від 27.01.2010 р. № 16, Наказ Міністерства культури України від 23.01.2012 р. № 51 |
| 3  | Пам’ятний знак воїнам-землякам, які загинули в роки Другої світової війни | 1965 р.                                 | с. Великі Гаї, головна дорога, біля церкви                              | 570             | Рішення виконкому Тернопільської обласної ради від 22.03.1971 р. № 147                                                                                       |
| 4  | Пам’ятний знак воїнам-землякам, які загинули в роки Другої світової війни | 1975 р.                                 | с. Грабовець                                                            | 695             | Рішення виконкому Тернопільської обласної ради від 12.06.1978 р. № 286                                                                                       |
| 5  | Пам’ятний знак «Борцям за волю України – «Молода Україна»                 | Відновлений 1990-ті рр.(1927-встановл.) | с. Грабовець, центр (біля церкви), роздоріжжя, 40 м від головної дороги | 1879            | Розпорядження Представника Президента України в Тернопільській області від 25.06.1992 р. № 148                                                               |
| 6  | Пам'ятний знак (хрест) на честь скасування панщини                        | 1874 р.                                 | с. Грабовець, центр, роздоріжжя, 40 м від головної дороги               | 4379-Тр (3231)  | Наказ управління культури Тернопільської обласної державної адміністрації від 27.01.2010 р. № 16, Наказ Міністерства культури України від 23.01.2012 р. № 51 |
| 7  | Пам’ятний знак воїнам-землякам, які загинули в роки Другої світової війни | 1967 р.                                 | с. Дичків, біля будинку культури                                        | 574             | Рішення виконкому Тернопільської обласної ради від 22.03.1971 р. № 147                                                                                       |
| 8  | Пам'ятний знак (хрест) «За тверезість»                                    | 1879 р.                                 | с. Кип’ячка, біля церкви                                                | 4375-Тр (3233)  | Наказ управління культури Тернопільської обласної державної адміністрації від 27.01.2010 р. № 16, Наказ Міністерства культури України від 23.01.2012 р. № 51 |
| 9  | Пам’ятний знак воїнам-землякам, які загинули в роки Другої світової війни | 1968 р.                                 | с. Козівка                                                              | 577             | Рішення виконкому Тернопільської обласної ради від 22.03.1971 р. № 147                                                                                       |
| 10 | Пам'ятний знак (хрест) на честь скасування панщини                        | 1848 р.                                 | с. Козівка, центр села, біля дороги                                     | 4381-Тр (3234)  | Наказ управління культури Тернопільської обласної державної адміністрації від 27.01.2010 р. № 16, Наказ Міністерства культури України від 23.01.2012 р. № 51 |
| 11 | Пам’ятний знак воїнам-землякам, які загинули в роки Другої світової війни | 1976 р.                                 | с. Скоморохи, центр                                                     | 702             | Рішення виконкому Тернопільської обласної ради від 12.06.1978 р. № 286                                                                                       |
| 12 | Пам’ятний знак воїнам-землякам, які загинули в роки Другої світової війни | 1967 р.                                 | с. Товстолуг, біля головної дороги, роздоріжжя                          | 586             | Рішення виконкому Тернопільської обласної ради від 22.03.1971 р. № 147                                                                                       |

## Пам'ятки монументального мистецтва
| № | Назва                                                                                  | Дата    | Адреса                                                 | Охоронний номер | Документ про взяття на облік                                                                     |
| - | -------------------------------------------------------------------------------------- | ------- | ------------------------------------------------------ | --------------- | ------------------------------------------------------------------------------------------------ |
| 1 | Скульптура святого Даниїла                                                             | 1834 р. | с. Великі Гаї, біля автодороги Тернопіль-В. Гаї, зліва | 3050            | Наказ управління культури Тернопільської обласної державної адміністрації від 27.01.2010 р. № 16 |
| 2 | Пам’ятник провіднику Організації Українських Націоналістів Бандері Степану Андрійовичу | 1992 р. | с. Козівка, виїзд з села, напроти господарського двору | 2990            | Рішення виконкому Тернопільської обласної ради від 19.08.1994 р. № 14                            |
| 3 | Скульптура святого Яна Непомука                                                        | 1801 р. | с. Товстолуг, біля господарського двору і дороги       | 3048            | Наказ управління культури Тернопільської обласної державної адміністрації від 27.01.2010 р. № 16 |